# Portretul contelui Antoine Français de Nantes
Portretul contelui Antoine Français de Nantes este o pictură în ulei pe panou de lemn din 1811, realizată de Jacques-Louis David, care îl înfățișează pe Antoine Français de Nantes, prefect, conte d'Empire și mare ofițer al Legiunii de Onoare.
Tabloul îl înfățișează pe conte în somptuoasele sale haine ale funcției, puse în valoare de panglica roșu aprins a medaliei Legiunii de onoare, cea mai înaltă distincție a Franței. Portretul realizat cu subiectul văzut de jos subliniază autoritatea acestuia.
Comandat de către subiect, tabloul a rămas în familia acestuia până în 1889, înainte de a intra în colecția lui Antonin Dubosc. A fost apoi achiziționată în 1892 de Paul Durand-Ruel, care a vândut-o lui Édouard André, care, la rândul său, a lăsat-o în 1912 Institutului Franței împreună cu restul colecției sale. În prezent este expusă la Muzeul Jacquemart-André, un muzeu privat situat pe bulevardul Haussmann, Paris.